# 加里寧格勒路面電車

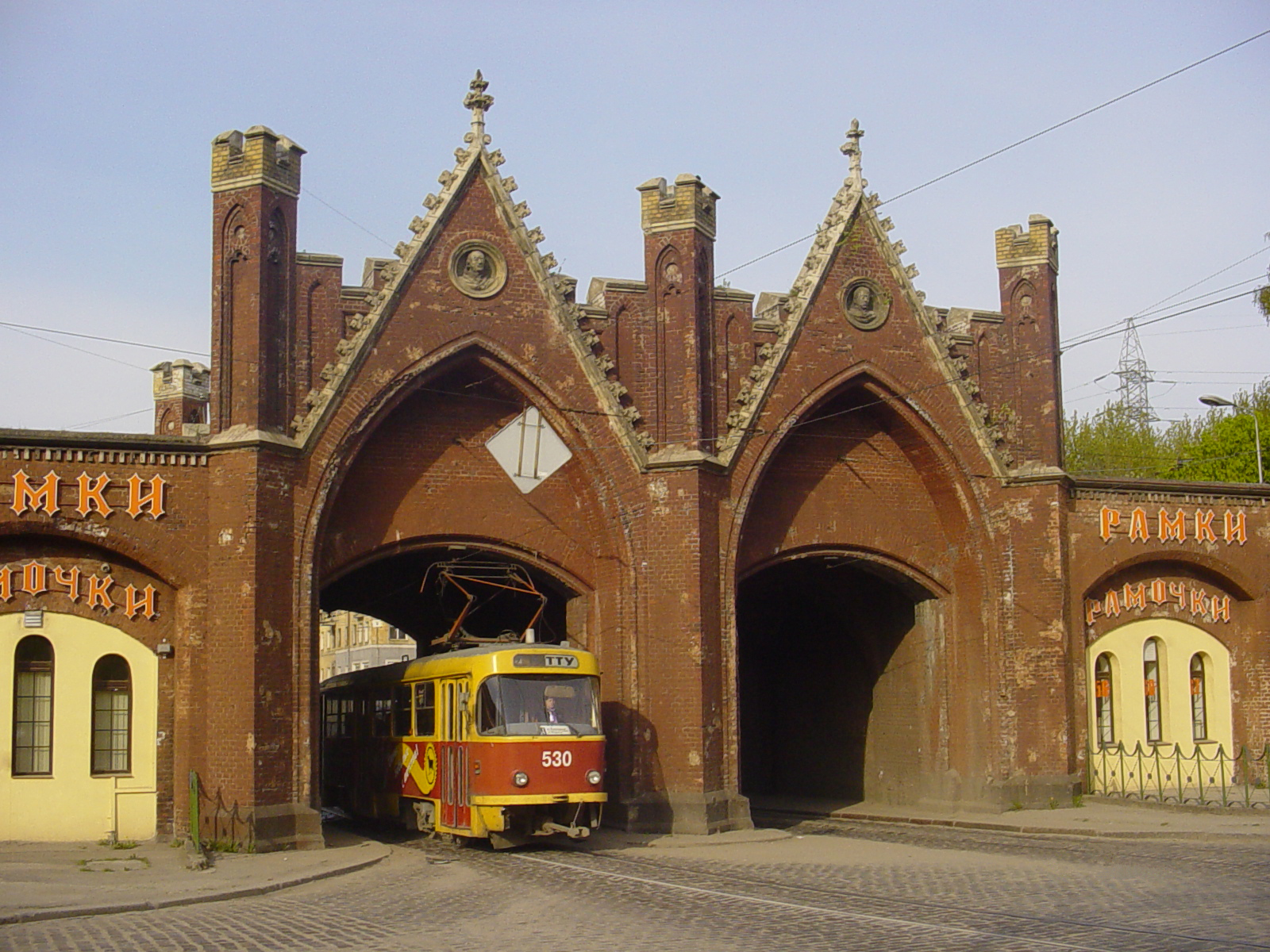
加里寧格勒電車

加里寧格勒電車（羅馬化：Kaliningradsky tramvay）是俄羅斯城市加里寧格勒的公共交通系統之一，也是俄羅斯最西端的城市電車公共交通系統。加里寧格勒電車在1895年至2001年期間實現電氣化，是俄羅斯最早電氣化的有軌電車。1937年時，加里寧格勒電車達到其最大規模（當時加里寧格勒名為柯尼斯堡，屬於德國）。